# Acidente do Bombardier Challenger no Irã em 2018
Em 11 de março de 2018, um jato particular Bombardier Challenger 604, de propriedade do grupo turco Başaran Holding, caiu nas montanhas Zagros perto de Shahr-e Kord, no Irã, enquanto voltava dos Emirados Árabes Unidos para a Turquia. Havia três membros da tripulação e oito passageiros a bordo, todos morreram.

## História

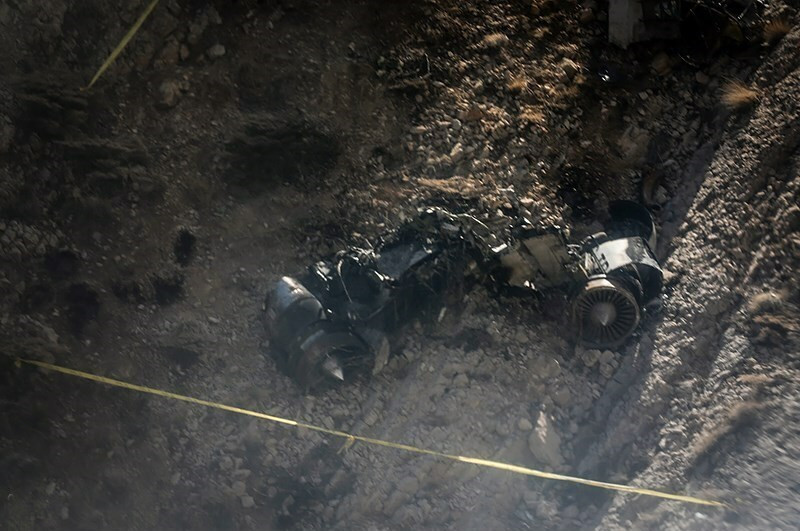
Parte dos destroços do TC-TRB

A aeronave, com prefixo TC-TRB, decolou do Aeroporto Internacional de Sharjah, nos Emirados Árabes Unidos, por volta das 17:11, horário local (13:11 UTC), com destino ao Aeroporto Atatürk de Istambul. A tripulação de voo era composta por dois pilotos e um comissário de bordo. O capitão havia voado para a Turkish Airlines no passado, enquanto o primeiro oficial tinha experiência na aviação militar e foi uma das primeiras mulheres a pilotar nas forças armadas turcas.
A aeronave atingiu uma altitude de cruzeiro de pouco mais de 35 000 pés (11 000 m) .  Por volta das 18:01 hora local IRST (14:31 UTC), pouco antes do contato ser perdido, a tripulação relatou problemas técnicos e solicitou autorização do controle de tráfego aéreo para descer a uma altitude inferior.   O jato começou a subir antes de perder altitude abruptamente, e às 18:09, atingiu as montanhas Zagros perto de Shahre Kord, cerca de 370 quilômetros (230 mi) ao sul de Teerã, Irã. Todos os onze ocupantes foram mortos. Uma testemunha teria visto a aeronave pegando fogo antes do acidente.

## Vítimas
O jato transportava um grupo de oito amigos que voltavam de uma despedida de solteira em Dubai . Entre eles estava Mina Başaran, filha do chefe da Başaran Holding, Hüseyin Başaran, e membro do conselho de administração da empresa .

## Operações de recuperação

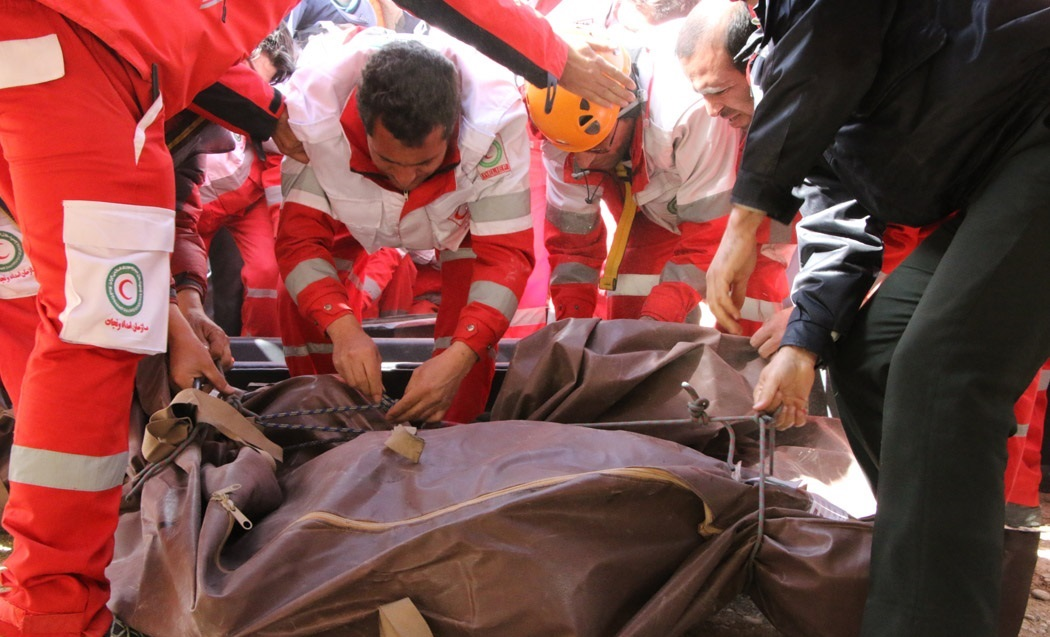
Equipes de busca e resgate no local

Os moradores locais viram uma nuvem de fumaça subindo dos destroços e foram os primeiros a chegar ao local.  As equipes de busca e resgate iranianas chegaram depois e encontraram os corpos queimados de dez vítimas. As más condições climáticas no local do acidente dificultaram a operação. Uma vítima ainda não foi encontrada. Os corpos recuperados foram transportados para Teerã por helicóptero. A Turquia então enviou pessoal de emergência por meio de um jato militar para obter assistência.  A identificação dos corpos exigia testes de DNA .
Após a identificação pelas autoridades iranianas, os corpos de dez vítimas foram transportados para Istambul pelos militares turcos e depois entregues às famílias das vítimas. A Organização de Medicina Legal do Irã afirmou que os restos mortais do capitão não estavam entre os corpos recuperados nos onze sacos para cadáveres dos destroços.

## Investigação
Os dois gravadores de vôo da aeronave (o gravador de dados de vôo e o gravador de voz da cabine) foram recuperados para análise.
Em setembro de 2018, o Conselho de Investigação de Acidentes de Aeronaves da autoridade de aviação civil iraniana publicou um relatório preliminar indicando que, pouco antes de atingir a altitude de cruzeiro, uma discrepância entre as indicações de velocidade mostrada aos dois pilotos tornou-se aparente, com uma indicando uma condição de velocidade excessiva. A potência do motor foi reduzida e, logo após, o stick-shaker foi ativado. A aeronave posteriormente estolou e entrou em uma descida íngreme durante a qual os dois motores falharam . O controle não foi recuperado e a aeronave acabou colidindo com uma montanha. Em março de 2020, o AAIB emitiu seu relatório final, concluindo que o acidente foi causado por treinamento insuficiente para falha de indicação de velocidade no ar e gerenciamento inadequado de recursos da tripulação.